# Semnopithecus entellus
L'entello delle pianure settentrionali (Semnopithecus entellus Dufresne, 1797) è un primate della famiglia dei Cercopitecidi. È chiamato anche entello grigio. 

## Descrizione
È un primate di media taglia, ricoperto da una pelliccia di colore grigio chiaro, con il muso e le zampe glabri e di colore nero. I maschi sono alti in media 75 cm e le femmine 65 cm. Hanno una coda lunga sino a 100 cm.

## Biologia
Gli entelli sono animali diurni, che trascorrono il loro tempo in egual misura sia sugli alberi che al suolo. Sebbene il loro habitat sia la foresta alcune colonie di entelli vivono in prossimità dei centri abitati, in stretto contatto con l'uomo.
Formano gruppi sociali da 10 a 60 esemplari, in cui i rapporti tra i maschi adulti sono governati da una struttura gerarchica all'apice della quale c'è un maschio alfa dominante. Il ricambio al vertice della gerarchia è abbastanza frequente ed è raro che un maschio alfa mantenga il suo status per più di due anni.
Trascorrono la notte sugli alberi, al sicuro da predatori come tigri e leopardi, mentre durante il giorno scendono frequentemente al suolo, spostandosi in gruppo alla ricerca di cibo e acqua anche per parecchi chilometri. Durante le ore più calde del giorno riposano al suolo, dedicandosi al grooming.
Non amano l'acqua e non sono capaci di nuotare. Sono degli abili arrampicatori e, in caso di pericolo sono in grado di compiere salti di decine di metri da un albero all'altro.

### Alimentazione
La dieta degli entelli è prevalentemente frugivora e viene integrata con fiori e foglie nelle stagioni in cui la frutta scarseggia.
Lo stomaco dell'entello ha un volume 3 volte superiore a quello delle altre scimmie, è ripartito in più parti e ricorda quello dei ruminanti. Le prime 2 sezioni sono camere di fermentazione, in cui il contenuto alimentare viene attaccato da batteri che trasformano la cellulosa delle foglie ingerite - una sostanza di per sé non assorbibile - in una sostanza assimilabile. I batteri che permettono questa predigestione hanno anche la proprietà di far diventare innocue le piante velenose e di assicurare il riciclaggio dell'urea, consentendo così la sopravvivenza in ambienti dove scarseggiano cibo e acqua. Il tratto posteriore dello stomaco secerne infine gli acidi che facilitano la digestione.

### Riproduzione
La gestazione dura da 168 a 200 giorni. Ogni femmina dà alla luce un solo piccolo che continua ad accudire, insieme alle altre femmine del gruppo, sino al compimento del primo anno di vita.

## Distribuzione e habitat
L'entello delle pianure settentrionali vive in Pakistan e India, nelle pianure a nord dei fiumi Godavari e Krishna, a sud del Gange. I suoi habitat naturali sono le foreste secche subtropicali o tropicali e le boscaglie secche subtropicali o tropicali.

## Conservazione
Presso gli Indù l'entello è un animale sacro e pertanto rispettato e protetto.
Nonostante la minaccia rappresentata dalla progressiva riduzione del suo habitat naturale, la specie è classificata nella IUCN red list come a basso rischio di estinzione (Least Concern).
È inserita nella Appendice I della CITES (specie di cui è vietato il commercio).